# Rain (Dinkelsbühl)
Rain ([ʁaɪ̯n] ) ist ein Gemeindeteil der Großen Kreisstadt Dinkelsbühl im Landkreis Ansbach (Mittelfranken, Bayern). Rain liegt in der Gemarkung Segringen.

## Geografie
Rain bildet mit dem südlich gelegenen Segringen eine geschlossene Siedlung. Das Dorf liegt am Mühlgraben (im Unterlauf Walkenweiherbach genannt), einem rechten Zufluss der Wörnitz. Die Staatsstraße 2220 verläuft an der Reichertsmühle vorbei nach Dinkelsbühl zur Bundesstraße 25 (2,3 km östlich) bzw. nach Wolfertsbronn (2,3 km südwestlich). Eine Gemeindeverbindungsstraße führt nach Hardhof (1,2 km westlich).

## Geschichte
Die Fraisch über Rain war strittig zwischen dem ansbachischen Oberamt Crailsheim, dem oettingen-spielbergischen Oberamt Mönchsroth und der Reichsstadt Dinkelsbühl. Die Dorf- und Gemeindeherrschaft wurde von der Reichsstadt Dinkelsbühl beansprucht, was jedoch von den beiden anderen Ämtern nicht anerkannt wurde. Gegen Ende des 18. Jahrhunderts gab es 9 Anwesen. Grundherren waren das ansbachische Klosterverwalteramt Auhausen (2 halbe Hofgüter, 2 halbe Lehengüter), das Oberamt Mönchsroth (1 Sölde) und die Reichsstadt Dinkelsbühl (Siechenpflege: 1 Gut; Spital: 2 halbe Hofgüter, 1 Gütlein).
Im Jahr 1809 wurde Rain infolge des Gemeindeedikts dem Steuerdistrikt Segringen und der Ruralgemeinde Seidelsdorf zugeordnet. Zwischen 1950 und 1961 erfolgte die Umgemeindung nach Segringen. Am 1. April 1971 wurde Rain im Zuge der Gebietsreform in Bayern nach Dinkelsbühl eingegliedert.

### Baudenkmäler

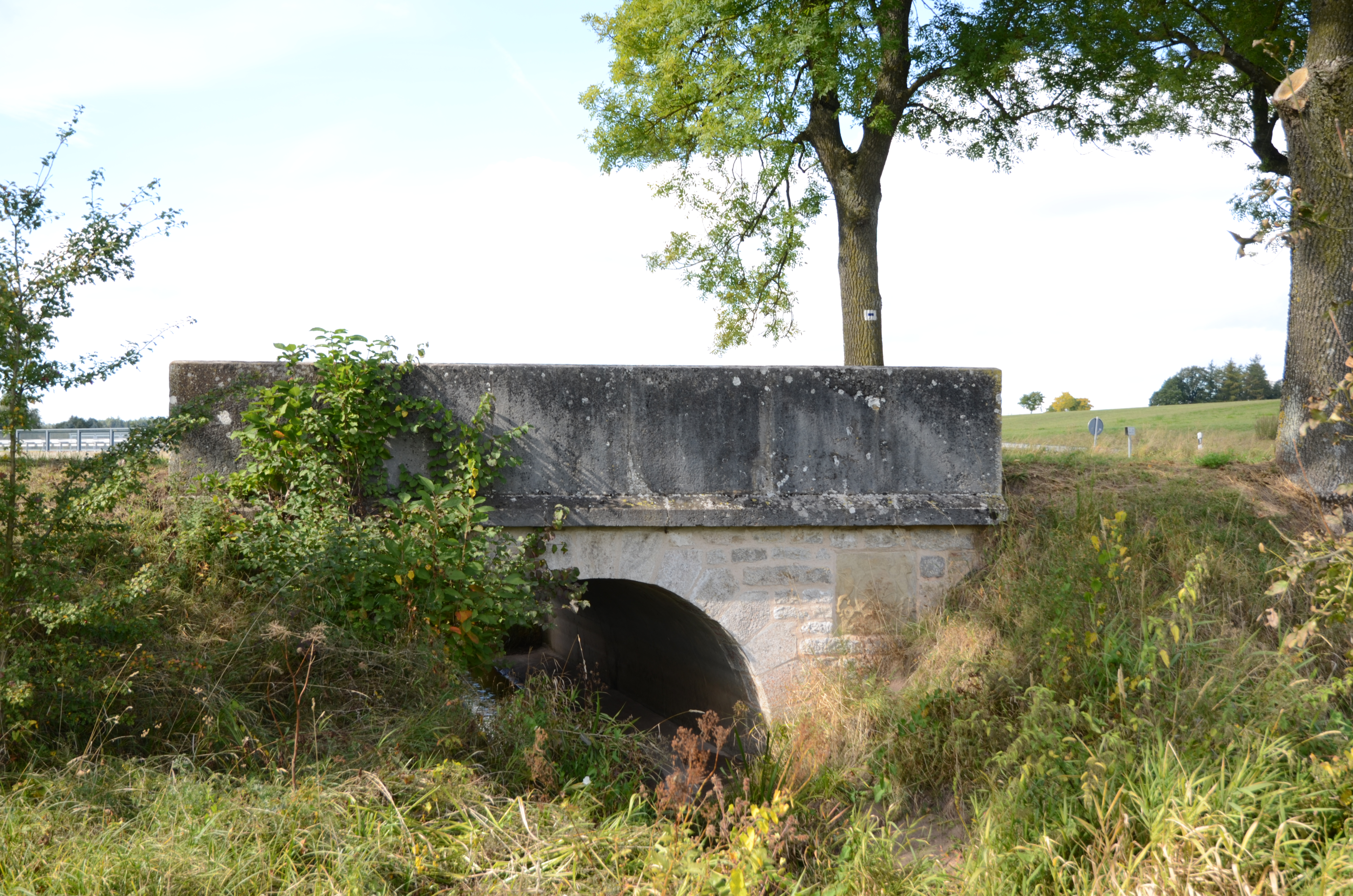
Denkmalgeschützte Brücke

- Rest eines Sühnekreuzes, Sandstein, spätmittelalterlich[11]
- von Rain zur St 2220: Brücke, einbogig, aus Sandsteinquadern, Wappenstein bezeichnet „1773“[11]

### Einwohnerentwicklung
| Jahr      | 001818 | 001840 | 001861 | 001871 | 001885 | 001900 | 001925 | 001950 | 001961 | 001970 | 001987 |
| Einwohner | 62     | 66     | 66     | 59     | 74     | 69     | 68     | 95     | 64     | 60     | 80     |
| Häuser    | 14     | 11     |        |        | 13     | 14     | 13     | 12     | 13     |        | 16     |
| Quelle    | [ 13 ] | [ 14 ] | [ 15 ] | [ 16 ] | [ 17 ] | [ 18 ] | [ 19 ] | [ 20 ] | [ 21 ] | [ 22 ] | [ 1 ]  |

## Religion
Der Ort ist seit der Reformation evangelisch-lutherisch geprägt und bis heute nach St. Vinzenz (Segringen) gepfarrt. Die Katholiken sind nach St. Georg (Dinkelsbühl) gepfarrt.